# 金子昌夫
金子昌夫（かねこ まさお、1929年10月20日 - 2005年8月23日）は、文芸評論家。
神奈川県生まれ。「文学・現代」、「犀」同人を経て、『文藝」（河出書房新社）、『海燕』（福武書店）の「同人雑誌評」を担当した。

## 著書
- 『山川方夫論』冬樹社 1972
- 『蒼穹と共生 立原正秋・山川方夫・開高健の文学』菁柿堂 1999
- 『牧野信一と小田原』夢工房 小田原ライブラリー 2002
- 『小説の現実』菁柿堂 2004

## 参考
- [ISBN　978-4-434-04051-1]
- 『文藝年鑑』1992年、2010年

| スタブアイコン | サブスタブ | この項目は、まだ閲覧者の調べものの参照としては役立たない、文人（小説家・詩人・歌人・俳人・作詞家・作家・放送作家・随筆家（コラムニスト）・文芸評論家）に関連した書きかけの項目です。この項目を加筆・訂正などしてくださる協力者を求めています（P:文学/PJ:作家）。 |